# 유기기
유기기(有機基, 영어: organyl group)는 유기화학 및 유기금속화학에서 탄소 원자에 하나(때로는 더 많은)의 자유 원자가를 가지고 있는 유기 치환기이다. 이 용어는 광범위한 청구를 보호하기 위해 화학 특허 문헌에서 자주 사용된다.

## 예시
- 아세톤일기
- 아실기 (예: 아세틸기, 벤질기)
- 알킬기 (예: 메틸기, 에틸기)
- 알켄일기 (예: 바이닐기, 알릴기)
- 알킨일기 (예: 프로파길기)
- 벤질옥시카보닐기 (Cbz)
- 터트-뷰톡시카보닐기 (Boc)
- 카복실기